# Horst Rudolf Übelacker
Horst Rudolf Übelacker (* 26. März 1936 in Karlsbad, Tschechoslowakei) ist ein deutscher Jurist und Publizist.

## Leben
1945 nach Ende des Zweiten Weltkriegs wurde Übelacker mit seinen Eltern aus der Tschechoslowakei auf Grund der Beneš-Dekrete vertrieben. Er kam zunächst nach Mitteldeutschland, ab 1946 wuchs er in Niedersachsen auf. Nach einer Banklehre und dem Abitur auf dem zweiten Bildungsweg am Braunschweig-Kolleg in Braunschweig, nahm Übelacker ein Studium der Rechtswissenschaften und Volkswirtschaft zunächst in Göttingen auf, welches er ab 1963 in Würzburg fortsetzte und das er als Volljurist und Diplomkaufmann abschloss.
Übelacker war Direktor der Deutschen Bundesbank und Mitglied der CSU.
Als solcher warb er 1989 für eine Koalition mit der Partei Die Republikaner und wurde 1990 deren Mitglied sowie Kreisvorsitzender in Garching.
Seit seiner Pensionierung lebt er in Linz, von wo aus er den Wiederaufbau des Arbeitskreises Witikobund Österreich betreibt. Er ist Mitglied der Bundesversammlung und des Bundesvorstandes der Sudetendeutschen Landsmannschaft. Außerdem fungiert er seit 1989 als Präsident der Deutsch-Ukrainischen Gesellschaft (Mitglied seit 1969). Von 1996 bis 2006 war er Bundesvorsitzender des Witikobundes. Seit 2001 ist Übelacker Gastprofessor für Wirtschaftsfragen an der Ukrainischen Freien Universität in München.
In mehreren Schriften wandte sich Übelacker der sudetendeutschen Frage zu und forderte zum Beispiel 1996 in der Jungen Freiheit im Rahmen einer „friedenssichernden Regelung des deutsch-tschechischen Verhältnisses“ nach der Vertreibung der Deutschen aus der Tschechoslowakei unter anderem die „Rückgabe des sudetendeutschen Eigentums“ sowie „Verhandlungen über die Gewährung kollektiven sudetendeutsch/deutschen Selbstbestimmungsrechts einschließlich des Rechts auf die Heimat“. In einem 2002 im Grabert Verlag erschienenen Buch Weg mit den Benesch-Dekreten erhob er darüber hinaus die vergebliche Forderung, einem Beitritt Tschechiens zur Europäischen Union solange nicht zuzustimmen, bis die Aufhebung der Beneš-Dekrete erfolgt sei.
Darüber hinaus veröffentlichte er Beiträge in der Zeitschrift Eckartbote, in der Aula und in Zur Zeit sowie im Hohenrain-Verlag und referierte bei der Burschenschaft Danubia München, beim Gesamtdeutschen Studentenverband, dem Arbeitskreis für deutsche Politik (AfdP), den Bogenhausener Gesprächen, der Partei der Heimatvertriebenen und Entrechteten (PHE), dem Deutschen Kulturwerk Europäischen Geistes, dem von Dietmar Munier begründeten „Schulverein zur Förderung der Russlanddeutschen in Ostpreußen e. V.“, dem Verein „Kultur und Zeitgeschichte“ von Waldemar Schütz, auf den 4. Kulturtagen des Deutschen Kulturwerks Österreich und mehreren weiteren Organisationen.
1970 porträtierten die DDR-Regisseure Walter Heynowski und Gerhard Scheumann Übelacker in ihrem Dokumentarfilm Der Mann ohne Vergangenheit.